# Chico et Roberta
Chico et Roberta est un duo de chant et de danse brésilien fondé en 1989. 
Il était composé de Chico, de son vrai nom Washington Oliveira, né le 20 février 1977 à Porto Seguro, et de Roberta de Brito, née le 27 avril 1979 à Brasilia. Il fait d'abord une apparition dans le clip-vidéo du groupe franco-brésilien Kaoma. Il entame ensuite une carrière musicale autonome grâce à plusieurs succès tel que Frente a frente. Le duo se sépare brutalement en 1993.
Par la suite, Chico est devenu pasteur d'une église Protestante et a habité à Espírito Santo avec sa femme et sa fille, où ils travaillent pour une mission à Vila Velha. 
Roberta s'est mariée, elle vit à Brasilia et est devenue vétérinaire. 
Tous les deux sont restés de très bons amis, Roberta ayant été notamment témoin au mariage de Chico.